# La musique adoucit le diable
Pour plus de détails, voir Fiche technique et Distribution.
La musique adoucit le diable (Ducking the Devil) est un cartoon réalisé par Robert McKimson en 1957, mettant en scène Daffy Duck et Taz.

## Fiche technique
- Réalisation : Robert McKimson
- Scénario : Tedd Pierce
- Producteur : Edward Selzer
- Musique : Milt Franklyn
- Voix : Mel Blanc

## Distribution

### Doublage original
- Pierre Trabaud : Daffy Duck
- Claude Joseph : Chauffeur
- Jean Droze : Facteur, annonceur
- Gérard Hernandez : Présentateur d'informations

### Nouveau doublage
- Patrick Guillemin : Daffy Duck
- Benoît Allemane : Taz
- Gérard Surugue : Chauffeur
- Patrice Dozier : Présentateur d'informations
- Michel Vigné : Annonceur